# دهستان پشته ذیلایی
پشته ی زیلایی، دهستانی از توابع بخش سرفاریاب شهرستان کهگیلویه در استان کهگیلویه و بویراحمد کشور ایران است.

## جمعیت
براساس سرشماری سال ۱۳۸۵ جمعیت آن ۴٬۲۱۷ نفر (۸۳۱ خانوار) بوده‌است.